# Chúa tể muôn thú (phim)
Chúa tể muông thú, nguyên tên tiếng Anh là BeastMaster, là một bộ phim truyền hình do Canada sản xuất được phát sóng từ năm 1999 đến 2002. Bộ phim được dựa trên nguyên bản từ bộ phim điện ảnh cùng tên năm 1982 của hãng MGM The Beastmaster. Bộ phim được hoàn tất sau 3 phần (với 66 tập). Bộ phim được sản xuất bởi hãng Coote/Hayes Productions.
Tại Việt Nam, bộ phim từng được phát sóng trên kênh HTV7 của Đài truyền hình Thành phố Hồ Chí Minh với tên tiếng Việt là "Chúa tể muông thú".
Dựa trên truyện The Beast Master của André Norton, kể về những cuộc phiêu lưu của Dar, người cuối cùng của bộ lạc Sula, người được ban cho khả năng giao tiếp, cảm từ xa với muông thú cộng với sức mạnh, sự dũng cảm và những kỹ năng chiến đấu của một chiến binh vĩ đại, anh chiến đấu để bảo vệ những sinh vật bị áp bức bởi sức mạnh của thế lực đen tối.
Kyra _ người anh yêu bị Terron, những chiến binh hung ác, tàn bạo bắt làm nô lệ, cũng chính là những kẻ đã tiêu diệt người trong bộ lạc của anh. Việc tìm kiếm Kyra đẩy anh tới những chuyến phiêu lưu đầy mạo hiểm ở vùng đất hoang dã. Đồng hành cùng với anh là chú hổ Ruh - có thể phân biệt được người tốt và kẻ xấu, Sharak – chú đại bàng bất tử có thể cho phép Dar nhìn thấy mọi thứ từ cặp mắt của mình, Kodo và Podo – hai con chồn tinh nghịch.

## Diễn viên
- Daniel Goddard trong vai Dar
- Jackson Raine trong vai Tao
- Monika Schnarre trong vai The Sorceress
- Marjean Holden trong vai Arina
- Dylan Bierk trong vai The New Sorceress
- Steven Grives trong vai King Zad
- Emilie de Ravin trong vai Curupira
- Grahame Bond trong vai The Ancient One
- Dai Paterson trong vai King Voden
- Daniel Fitzgerald trong vai Sharak
- Leah Purcell trong vai Black Apparition